# Zuppa di tartaruga
La zuppa di tartaruga è un piatto cinese e singaporiano che può essere, a seconda del tipo di preparazione, una zuppa o uno stufato a base di carne di tartaruga. Il piatto, di cui esistono diverse varianti, viene considerato una prelibatezza ed è popolare in vari paesi con un'alta concentrazione di cinesi e in Malaysia.

## Varianti

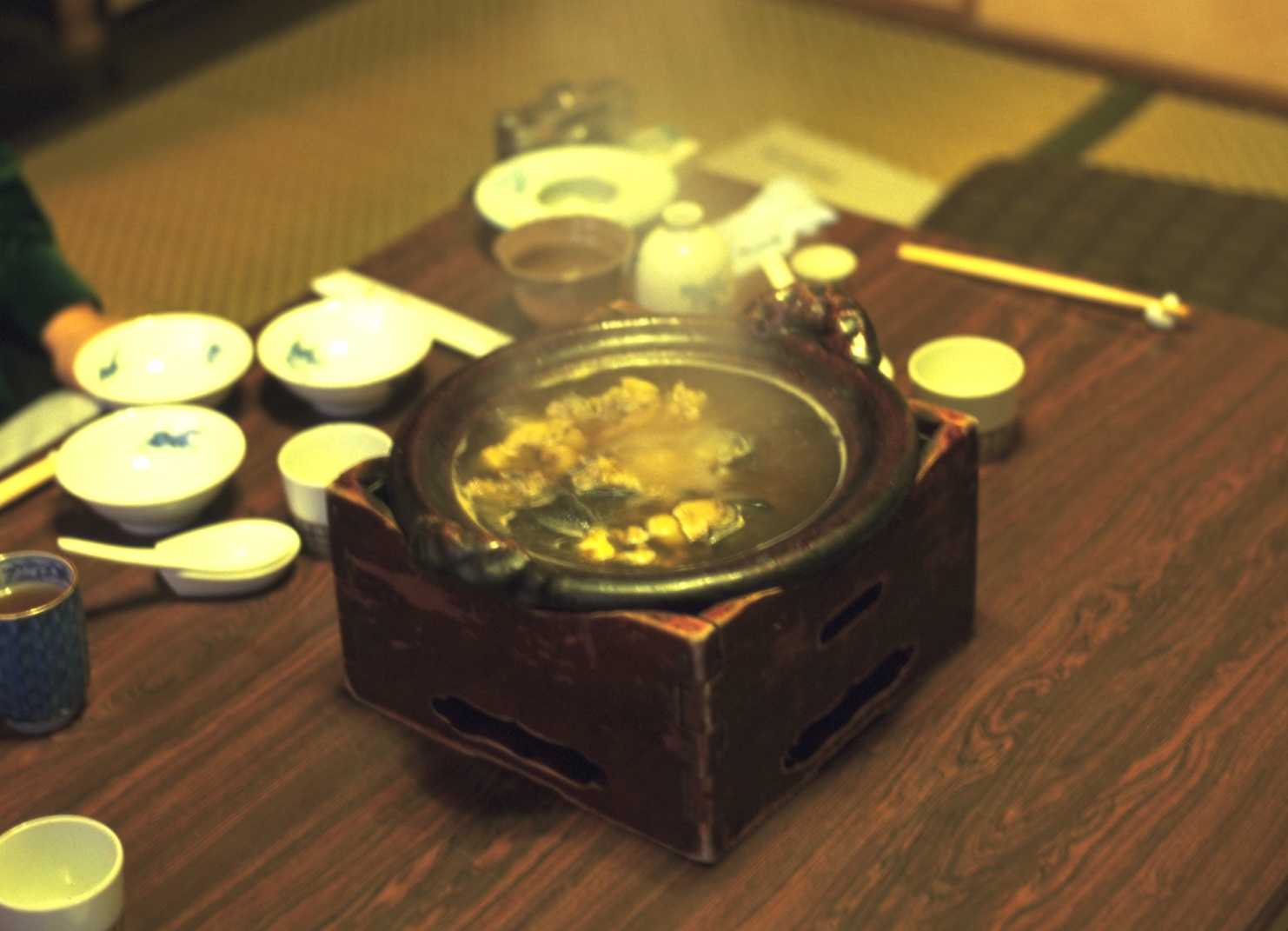
Zuppa giapponese di tartaruga dal guscio molle.

### Cina
In Cina e Singapore la zuppa di tartaruga viene preparata usando la carne, la pelle e le interiora della tartaruga e si caratterizza per il sapore fortemente aromatico. Per la preparazione della zuppa cinese di tartaruga vengono usate specie dal guscio tenero come la pelodiscus sinensis. Sebbene nella nazione asiatica venga spesso evitato il consumo di tartarughe a guscio duro a causa delle loro connotazioni mitologiche, i carapaci di alcune specie dal guscio duro vengono utilizzati nella preparazione di un piatto chiamato guilinggao o gelatina di tartaruga.

### Stati Uniti d'America
Negli Stati Uniti, la minestra di tartaruga viene preparata usando principalmente la carne di testuggine azzannatrice e prende il nome di snapper turtle soup. Si tratta di un minestrone corposo e marrone, simile nell'aspetto alla salsa gravy. La snapper turtle soup è tipica della cucina di Filadelfia, della Delaware Valley e viene servita in alcuni ristoranti del Minnesota. Tra le comunità creole, la zuppa di tartaruga è conosciuta come caouane ed è servita in vari punti di ristoro di New Orleans.

### Regno Unito
La ricetta ha anche goduto di una discreta notorietà in alcune aree dell'Europa, come il Regno Unito, dove viene cucinata usando la polpa di tartaruga verde. Degna di nota è anche la mock turtle soup (letteralmente "finta zuppa di tartaruga"), un sostituto della zuppa di tartaruga che ebbe grande popolarità durante l'età vittoriana.

### Italia
Nel XIX e inizio del XX secolo, il consommé di tartaruga era un piatto diffuso nei ristoranti di Viareggio, all'epoca località balneare molto alla moda.